# ستيفن إس. سميث
ستيفن إس. سميث (بالإنجليزية: Steven S. Smith)‏ هو عالم سياسة أمريكي، ولد في 1953.